# Мужен

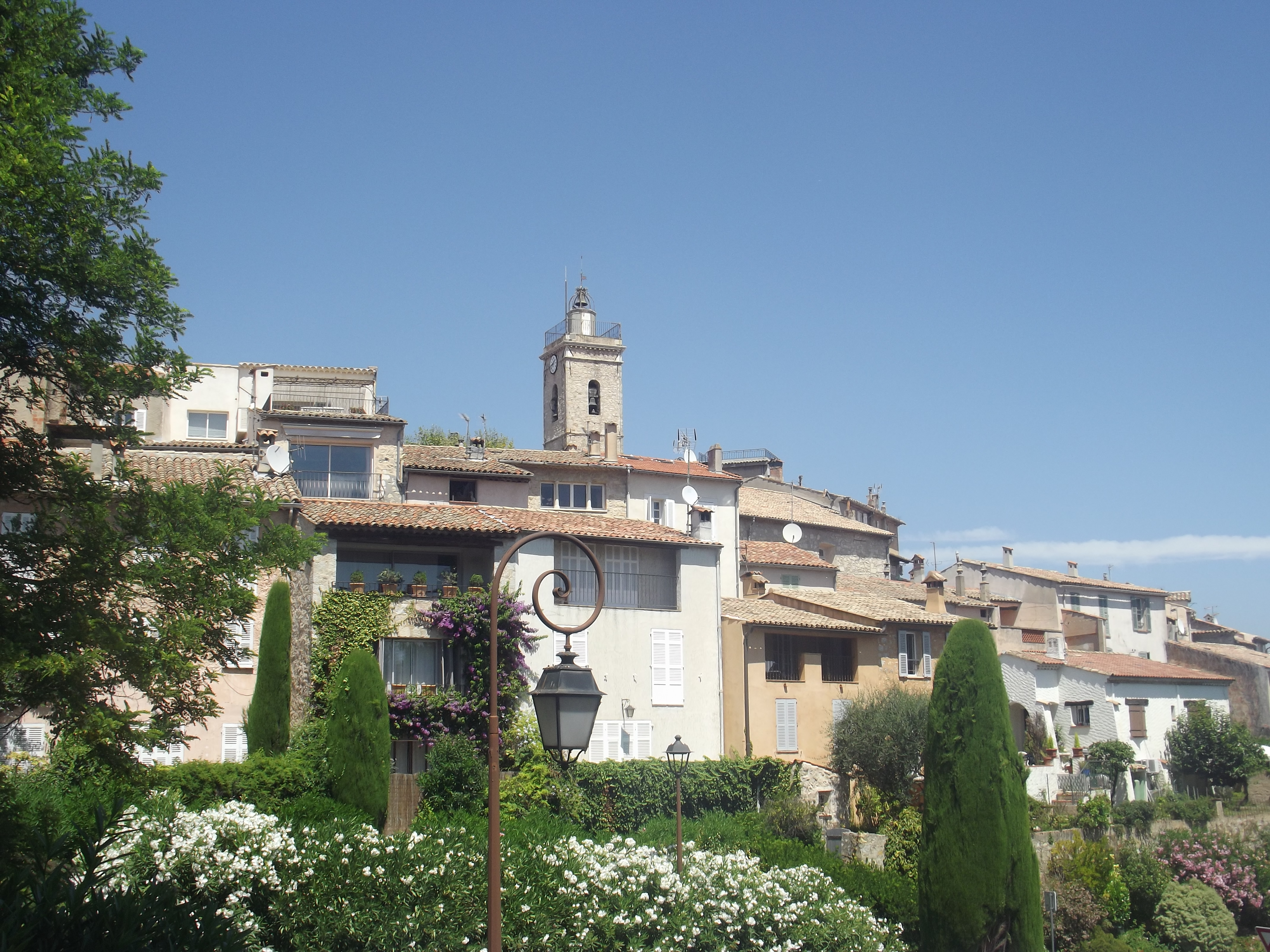

Муже́н (фр. Mougins) — муніципалітет у Франції, у регіоні Прованс — Альпи — Лазурний Берег, департамент Приморські Альпи. Населення — 19 677 осіб (01.01.2021).
Муніципалітет розташований на відстані близько 690 км на південний схід від Парижа, 140 км на схід від Марселя, 25 км на південний захід від Ніцци.

## Демографія
Динаміка населення (INSEE ):
Розподіл населення за віком та статтю (2006):
| Стать | Всього | До 15 років | 15-24 | 25-44 | 45-64 | 65-85 | Понад 85 |
| --- | ------ | ----------- | ----- | ----- | ----- | ----- | -------- |
| Чоловіки | 9418   | 1762        | 1034  | 2812  | 2442  | 1245  | 123      |
| Жінки | 9945   | 1664        | 1026  | 2863  | 2732  | 1401  | 259      |
| \| Статево-вікова піраміда \| Статево-вікова піраміда \| Статево-вікова піраміда \| \| ----------------------- \| ----------------------- \| ----------------------- \| \| Чоловіки \| Вік \| Жінки \| \| 123 \| 85 + \| 259 \| \| 154 \| 80-84 \| 236 \| \| 288 \| 75-79 \| 348 \| \| 345 \| 70-74 \| 355 \| \| 458 \| 65-69 \| 462 \| \| 552 \| 60-64 \| 571 \| \| 669 \| 55-59 \| 747 \| \| 631 \| 50-54 \| 680 \| \| 590 \| 45-49 \| 734 \| \| 727 \| 40-44 \| 717 \| \| 695 \| 35-39 \| 854 \| \| 718 \| 30-34 \| 620 \| \| 672 \| 25-29 \| 672 \| \| 475 \| 20-24 \| 516 \| \| 559 \| 15-20 \| 510 \| \| 627 \| 10-14 \| 551 \| \| 552 \| 5-9 \| 593 \| \| 583 \| 0-4 \| 520 \| |        |             |       |       |       |       |          |
| Статево-вікова піраміда |        |             |       |       |       |       |          |
| Чоловіки | Вік    | Жінки       |       |       |       |       |          |
| 123 | 85 +   | 259         |       |       |       |       |          |
| 154 | 80-84  | 236         |       |       |       |       |          |
| 288 | 75-79  | 348         |       |       |       |       |          |
| 345 | 70-74  | 355         |       |       |       |       |          |
| 458 | 65-69  | 462         |       |       |       |       |          |
| 552 | 60-64  | 571         |       |       |       |       |          |
| 669 | 55-59  | 747         |       |       |       |       |          |
| 631 | 50-54  | 680         |       |       |       |       |          |
| 590 | 45-49  | 734         |       |       |       |       |          |
| 727 | 40-44  | 717         |       |       |       |       |          |
| 695 | 35-39  | 854         |       |       |       |       |          |
| 718 | 30-34  | 620         |       |       |       |       |          |
| 672 | 25-29  | 672         |       |       |       |       |          |
| 475 | 20-24  | 516         |       |       |       |       |          |
| 559 | 15-20  | 510         |       |       |       |       |          |
| 627 | 10-14  | 551         |       |       |       |       |          |
| 552 | 5-9    | 593         |       |       |       |       |          |
| 583 | 0-4    | 520         |       |       |       |       |          |

## Економіка
2010 року серед 12 471 особи працездатного віку (15—64 років) 9436 були активними, 3035 — неактивними (показник активності 75,7%, у 1999 році було 69,4%). З 9436 активних мешканців працювало 8625 осіб (4591 чоловік та 4034 жінки), безробітними було 811 (330 чоловіків та 481 жінка). Серед 3035 неактивних 949 осіб було учнями чи студентами, 925 — пенсіонерами, 1161 була неактивною з інших причин.

2010 року в муніципалітеті числилось 7914 оподаткованих домогосподарств, у яких проживали 18973,0 особи, медіана доходів виносила 24 333 євро на одного особоспоживача

## Відомі особистості
- 20 останніх років у садибі «Закуток» в місті Мужен прожив Винниченко Володимир Кирилович, видатний український політичний діяч та письменник, а після його смерті маєток придбала українська художниця Іванна Нижник-Винників, де жила до своєї смерті у 1993 році, упорядкувавши його архіви
- Глобенко Микола Михайлович, справжнє прізвище — Оглоблин (19 лютого 1902, Ново-Єгорівка — 29 травня 1957, Мужен) — український літературознавець, педагог.
- Тут прожив останні 12 років та помер Пабло Пікассо;
- Йоганн Міхаель Роттмайр — (нім. Johann Michael Rottmayr, 11 грудня 1654, Лауфен, Німеччина — 25 жовтня 1730, Мужен) — один з провідних австрійських художників епохи бароко.
- Прісовський Костянтин Адамович — генеральний хорунжий армії Української Народної Республіки та Української Держави.